# Magleno gorje
U izmišljenom svijetu J. R. R. Tolkiena: Međuzemlju, Magleno gorje (također poznato i po svom Sindarskom imenu Hithaeglir—krivo napisano kao Hithaiglin na izvornom zemljovidu iz Gospodara prstenova — i kao Planine Magle) je izmišljeni planinski lanac, koji se proteže 1280 kilometara od sjevera prema jugu, između Eriadora i doline Velike rijeke, Anduina, i od Planine Gundabad u dalekom sjeveru do Methedrasa na jugu.

## Zemljopis
Najsjeverniji vrhunac Maglenog gorja je planina Gundabad, gdje se prema legendi Dúrin probudio, iako je sada leglo Orka.
Najveće patuljačko kraljevstvo u Međuzemlju, Khazad-dûm, se nalazi na središnjoj točki Maglenog gorja. Tri vrhunca koja su iznad Khazad-dûma su Caradhras (Crvenrog), (Srebrni vrh) i Fanuidhol (Oblačna glava). Unutar Celebdila, Patuljci su isklesali Beskrajno Stubište, od temelja planine do samog vrhunca. Najjužniji vrhunac Maglenog gorja je Methedras (zadnji vrh).